# Anthony Annan
Anthony Gildas Kofi Annan, född 21 juli 1986 i Accra, är en ghanansk fotbollsspelare som spelar för Inter Åbo.

## Klubbkarriär
2011, efter fyra år i Norge, lämnade Annan Rosenborg för Schalke 04.

## Landslagskarriär
Annan blev uttagen i Ghanas A-landslag för första gången den 20 mars 2007 i vänskapsmatcherna mot Österrike och Brasilien som ersättare till Michael Essien som hade blivit skadad. Hans debut i landslaget kom mot Brasilien den 27 mars 2007 på Råsunda när Ghana förlorade med 0–1. Han gjorde sitt första landslagsmål i 2–2-matchen mot Mali dem 15 november 2009. Han spelade för Ghana i Fotbolls-VM 2010 i Sydafrika.

### Landslagsmål
| Nr | Datum            | Arena                     | Motståndare | Mål   | Resultat | Tävling                                      |
| -- | ---------------- | ------------------------- | ----------- | ----- | -------- | -------------------------------------------- |
| 1. | 15 november 2009 | Baba Yara Stadium, Kumasi | Mali        | 2 – 2 | 2–2      | Kvalspelet till Fotbolls-VM 2010             |
| 2. | 8 september 2012 | Ohene Djan Stadium, Accra | Malawi      | 2 – 0 | 2–0      | Kvalspelet till Afrikanska mästerskapet 2013 |

## Meriter
Stabæk
- Tippeligaen: 2008

Rosenborg BK
- Tippeligaen: 2009,  2010
- Superfinalen: 2010

Schalke 04
- DFB-Pokal: 2010/2011

Ghana
- Afrikanska mästerskapet: Silver 2010
- Afrikanska mästerskapet: Brons 2008
- Världsmästerskapet i fotboll: Kvartsfinal 2010